# Gebied van Brodmann
Een gebied van Brodmann of brodmanngebied is een gebied in de grotehersenschors (cortex cerebri). De indeling in brodmanngebieden is gebaseerd is op de cytoarchitectuur van de cortex cerebri.

## Geschiedenis
De Duitse neuroloog Korbinian Brodmann onderzocht de grotehersenschors onder een microscoop na aanbrengen van een nisslkleuring, zodat hij beter de afzonderlijke onderdelen en de lagen van de cortex cerebri kon bestuderen. In verscheidene publicaties uit het eerste decennium van de twintigste eeuw legde Brodmann zijn bevindingen over de opdeling van de cortex cerebri vast. Daarin publiceerde hij zogenaamde hersenkaarten van de mens, de aap en andere diersoorten. De hersenkaart van de mens telt in het overzichtswerk van Brodmann uit 1909 in totaal 52 gebieden.

## Naamgeving
Brodmann gaf elk van de 52 gebieden twee namen. Een volledige Latijnse naam en een naam bestaande uit het woord Feld (Duits voor 'veld') en een uniek identificatienummer, lopend van 1 t/m 52. De volledige Latijnse naam bestond uit het Latijnse woord voor 'veld'/'gebied', namelijk area en een bijvoeglijk naamwoord dat een celbouwkundig (cytoarchitectonisch) aspect kon aangeven of aangaf waar het gebied in kwestie lag. Zo geeft granularis, Latijn voor korrelig, aan dat het desbetreffende brodmanngebied onder andere bestaat uit korrelcellen (cellulae granulares) en het bijvoeglijk naamwoord gigantopyramidalis dat het desbetreffende hersengebied een verhoogde concentratie reuzenpiramidecellen (cellulae gigantopyramidales) bevat. De term frontalis duidt anderzijds weer aan dat het desbetreffende hersenschorsgebied zich bevindt in de lobus frontalis of temporalis in de lobus temporalis. Het nummersysteem wordt binnen de huidige wetenschap het meest gebruikt.
|  |  |

| Nummer | Latijnse naam                        | Locatie (Macroscopisch)                                                | Functionele naam                                                    | Alternatieve naam                                                    |
| ------ | ------------------------------------ | ---------------------------------------------------------------------- | ------------------------------------------------------------------- | -------------------------------------------------------------------- |
| 1      | Area postcentralis intermedia        | Gyrus postcentralis                                                    | Primaire somatosensibele schors (samen met brodmanngebieden 2 en 3) |                                                                      |
| 2      | Area postcentralis caudalis          | Gyrus postcentralis/Sulcus postcentralis                               | Primaire somatosensibele schors (samen met brodmanngebieden 1 en 3) |                                                                      |
| 3      | Area postcentralis oralis            | Gyrus postcentralis/Sulcus centralis                                   | Primaire somatosensibele schors (samen met brodmanngebieden 1 en 2) |                                                                      |
| 4      | Area gigantopyramidalis              | Gyrus praecentralis/Sulcus centralis                                   | Primaire motorische schors                                          |                                                                      |
| 5      | Area preparietalis                   | Lobulus parietalis superior/Sulcus postcentralis                       |                                                                     | Cortex parietalis posterior (samen met brodmanngebieden 7, 39 en 40) |
| 6      | Area frontalis agranularis           | Gyrus precentralis/Sulcus precentralis/Lobulus paracentros             | Premotorische schors                                                |                                                                      |
| 7      | Area parietalis superior             | Lobulus parietalis superior                                            | Somatosensibele associatieschors                                    | Cortex parietalis posterior (samen met brodmanngebieden 5, 39 en 40) |
| 8      | Area frontalis intermedia            | Gyrus frontalis superior                                               |                                                                     | Frontale oogvelden (deel van Brodmanngebied 8)                       |
| 9      | Area frontalis granularis            | Gyrus frontalis medius                                                 |                                                                     | Dorsolaterale prefrontale schors (samen met brodmanngebied 46)       |
| 10     | Area frontopolaris                   | Polus frontalis                                                        |                                                                     |                                                                      |
| 11     | Area prefrontalis                    | Orbitaal oppervlak van de frontale kwab                                |                                                                     | Cortex orbitofrontalis (samen met brodmanngebied 12)                 |
| 12     | Area prefrontalis                    | Orbitaal oppervlak van de frontale kwab                                |                                                                     | Cortex orbitofrontalis (samen met brodmanngebied 11)                 |
| 13     | Regio insularis                      | Insula                                                                 |                                                                     |                                                                      |
| 17     | Area striata                         | Sulcus calcarinus/Gyrus lingualis/Cuneus                               | Primaire visuele schors                                             |                                                                      |
| 18     | Area parastriata                     | Gyrus lingualis/Cuneus/Gyri occipitales superior et medius et inferior | Visuele associatieschors                                            |                                                                      |
| 19     | Area peristriata                     | Gyrus lingualis/Cuneus/Gyri occipitales superior et medius et inferior | Visuele associatieschors                                            |                                                                      |
| 20     | Area temporalis inferior             | Gyrus temporalis inferior                                              |                                                                     |                                                                      |
| 21     | Area temporalis media                | Gyrus temporalis medius                                                |                                                                     |                                                                      |
| 22     | Area temporalis superior             | Gyrus temporalis superior                                              |                                                                     | Centrum van Wernicke                                                 |
| 23     | Area cingularis posterior ventralis  | Gyrus cinguli posterior                                                |                                                                     | Cortex cingularis posterior (samen met brodmanngebied 31)            |
| 24     | Area cingularis anterior ventralis   | Gyrus cinguli anterior                                                 |                                                                     | Cortex cingularis anterior (samen met brodmanngebied 32)             |
| 25     | Area subgenualis                     | Gyrus subcallosus                                                      |                                                                     |                                                                      |
| 26     | Area ectosplenialis                  | Isthmus gyri cinguli                                                   |                                                                     | Cortex retrosplenialis (samen met brodmanngebieden 29 en 30)         |
| 28     | Area entorhinalis ventralis          | Pars anterior gyri parahippocampalis                                   |                                                                     | Cortex entorhinalis (samen met brodmanngebied 34)                    |
| 29     | Area retrosplenialis granularis      | Isthmus gyri cinguli                                                   |                                                                     | Cortex retrosplenialis (samen met brodmanngebieden 26 en 30)         |
| 30     | Area retrosplenialis agranularis     | Isthmus gyri cinguli                                                   |                                                                     | Cortex retrosplenialis (samen met brodmanngebieden 26 en 29)         |
| 31     | Area cingularis posterior dorsalis   | Gyrus cinguli posterior                                                |                                                                     | Cortex cingularis posterior (samen met brodmanngebied 23)            |
| 32     | Area cingularis anterior dorsalis    | Gyrus cinguli anterior                                                 |                                                                     | Cortex cingularis anterior (samen met brodmanngebied 24)             |
| 33     | Area praegenualis                    |                                                                        |                                                                     |                                                                      |
| 34     | Area entorhinalis dorsalis           | Uncus                                                                  |                                                                     | Cortex entorhinalis (samen met brodmanngebied 28)                    |
| 35     | Area perirhinalis                    | Sulcus rhinicus                                                        |                                                                     | Cortex perirhinalis (samen met brodmanngebied 36)                    |
| 36     | Area ectorhinalis                    | Sulcus rhinicus                                                        |                                                                     | Cortex perirhinalis (samen met brodmanngebied 35)                    |
| 37     | Area occipitotemporalis              | Gyrus fusiformis/Gyrus temporalis inferior                             |                                                                     |                                                                      |
| 38     | Area temporopolaris                  | Polus temporalis                                                       |                                                                     |                                                                      |
| 39     | Area angularis                       | Gyrus angularis                                                        |                                                                     | Cortex parietalis posterior (samen met brodmanngebieden 5,7 en 40)   |
| 40     | Area supramarginalis                 | Gyrus supramarginalis                                                  |                                                                     | Cortex parietalis posterior (samen met brodmanngebieden 5, 7 en 39)  |
| 41     | Area temporalis transversa anterior  | Gyrus temporalis transversus anterior                                  | Primaire auditieve schors                                           |                                                                      |
| 42     | Area temporalis transversa posterior | Gyrus temporalis transversus posterior                                 | Secundaire auditieve schors                                         |                                                                      |
| 43     | Area subcentralis                    | Gyrus precentralis/Gyrus postcentralis                                 |                                                                     |                                                                      |
| 44     | Area opercularis                     | Pars opercularis gyri frontalis inferioris                             |                                                                     | Centrum van Broca (samen met brodmanngebied 45)                      |
| 45     | Area triangularis                    | Pars triangularis gyri frontalis inferioris                            |                                                                     | Centrum van Broca (samen met brodmanngebied 44)                      |
| 46     | Area frontalis media                 | Gyrus frontalis medius                                                 |                                                                     | Dorsolaterale prefrontale schors (samen met brodmanngebied 9)        |
| 47     | Area orbitalis                       | Pars orbitalis gyri frontalis inferioris                               |                                                                     |                                                                      |
| 48     | Area retrosubicularis                | Gyrus parahippocampalis                                                |                                                                     |                                                                      |
| 52     | Area parainsularis                   |                                                                        |                                                                     |                                                                      |